# Psila jakutica
Psila jakutica är en tvåvingeart som beskrevs av Shatalkin 1993. Psila jakutica ingår i släktet Psila och familjen rotflugor. Inga underarter finns listade i Catalogue of Life.